# Soralie

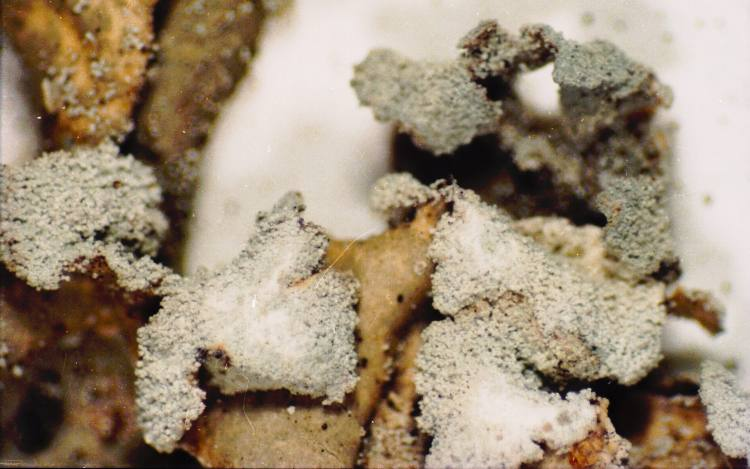
Soralies labriformes d’'.

Une soralie (du grec soros, « tas, monceau ») est une déchirure du cortex supérieur du thalle de certaines espèces de lichens, au niveau de laquelle il y a émission de nombreuses sorédies.

## Description
La morphologie et la localisation des soralies sur le thalle est un élément de diagnose des lichens. Lorsqu'elles sont localisées sur le thalle, elles peuvent être superficielles (diffuses ou délimitées en petits amas nettement séparés), marginales ou terminales. Les soralies délimitées en petits amas peuvent être plates et rondes (soralies maculiformes), globuleuses et hémisphériques (capitiformes) ou en forme de fentes allongées (rimiformes). Les soralies terminales, soit coiffent l'extrémité d'un lobe thallin comme un dé sur un doigt (soralies capitiforme), soit se situent entre les deux lèvres formées par les deux cortex séparés (labriformes).

## Structure
Les soralies sont des propagules qui contiennent des cellules du photosymbiote (algue, cyanobactérie) et du mycosymbiote, et sont entourées d’une couche d’hyphes. Ces granulations grossièrement farineuses ou granuleuses regroupent des sorédies.

## Fonction
Isidies et soralies sont les deux modes de propagation les plus courants du complexe lichénique. Elles permettent la multiplication végétative efficace de certaines espèces de lichens.